# Manchester (Suriname)
Manchester (inwoners 748) is een regio in het district Nickerie in noordelijk Suriname, ongeveer 12 kilometer (7,5 mi) van de districtshoofdstad, Nieuw-Nickerie.